# 浜野駅

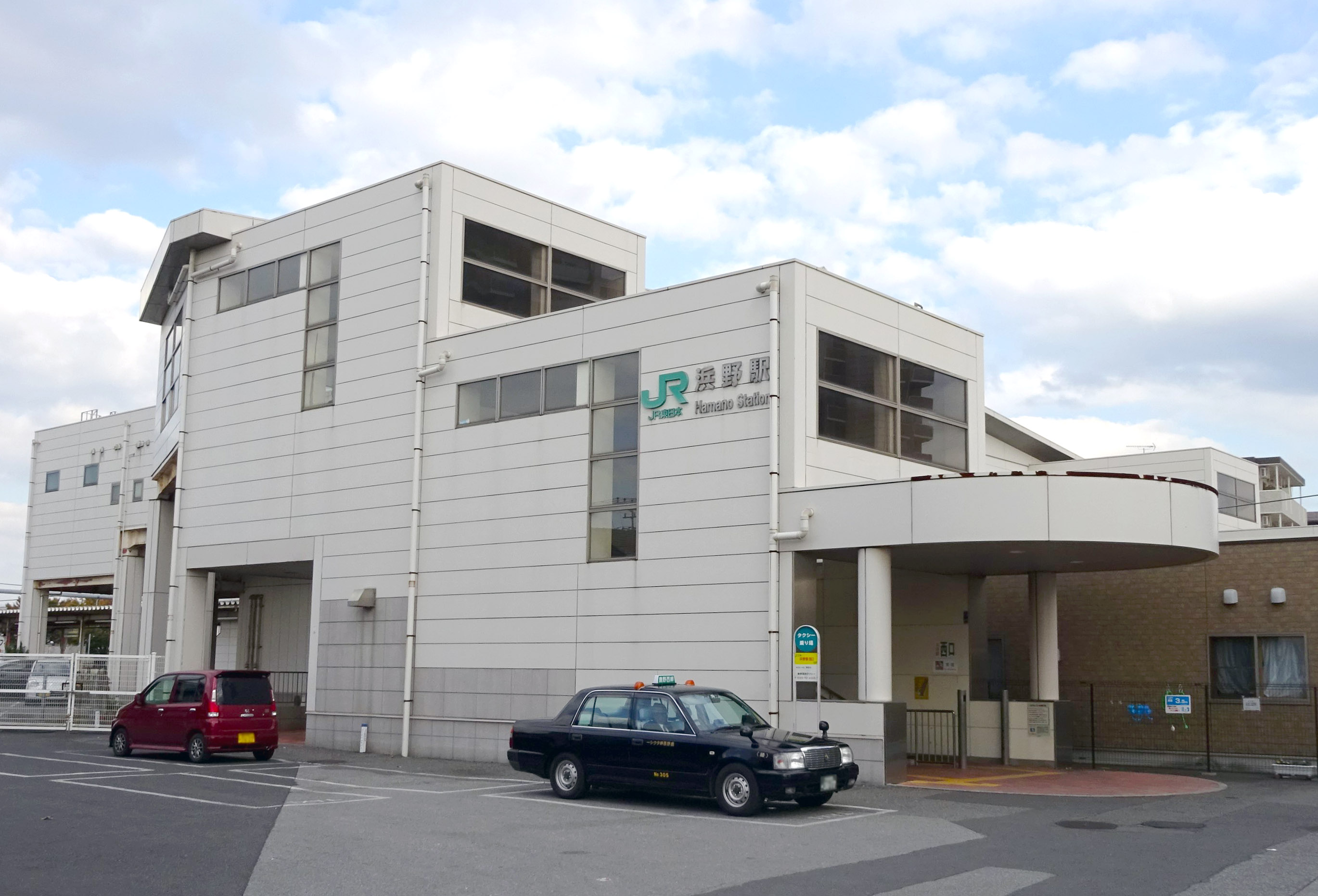
西口（2017年11月）

浜野駅（はまのえき）は、千葉県千葉市中央区村田町にある、東日本旅客鉄道（JR東日本）内房線の駅である。

## 歴史
- 1912年（明治45年）3月28日：官設鉄道木更津線の駅として開業[1]。
- 1919年（大正8年）5月24日：路線名改称により、北条線の駅となる[1]。
- 1929年（昭和4年）4月15日：北条線が房総線に編入され、房総線の駅となる[1]。
- 1933年（昭和8年）4月1日：房総線の蘇我 - 安房鴨川間が房総西線として分離され、房総西線の駅となる[1]。
- 1968年（昭和43年）7月10日：貨物取扱廃止[2]。
- 1972年（昭和47年）7月15日：路線名改称により、内房線の駅となる[1]。
- 1984年（昭和59年）2月1日：荷物扱い廃止[2]。
- 1987年（昭和62年）4月1日：国鉄分割民営化に伴い、東日本旅客鉄道（JR東日本）の駅となる[1]。
- 1995年（平成7年）10月21日：自動改札機を設置し、供用開始[3]。
- 1998年（平成10年）1月16日：橋上駅舎化工事に着手[4]。
- 1999年（平成11年）3月21日：橋上駅舎供用開始[5]。
- 2001年（平成13年）11月18日：ICカード「Suica」の利用が可能となる[広報 1]。
- 2008年（平成20年）6月25日：業務委託駅となる。
- 2009年（平成21年）3月14日：ホームが15両編成対応に延伸され、快速停車駅となる[6]。
- 2016年（平成28年）3月11日：この日をもってみどりの窓口が営業を終了[7]。

## 駅構造
島式ホーム1面2線を有する地上駅。橋上駅舎を有しており、出口は東口と西口がある。
JR東日本ステーションサービスによる業務委託駅で、五井駅が管理している。指定席券売機、自動券売機、自動改札機が設置されている。2018年1月13日より、始発から午前6時30分までの間は五井駅がインターホン対応を行う遠隔対応のため改札係員は不在となり、一部の自動券売機のみ稼働する。
増加した若い世代および世帯を対象に、2010年4月から当駅の西口階段とホーム間に明徳浜野駅保育園が開園し、通勤の途中で子供を保育園に預けることができる。

### のりば
| 番線 | 路線    | 方向 | 行先             |
| ---- | ------- | ---- | ---------------- |
| 1    | ■内房線 | 上り | 千葉・東京方面   |
| 2    | ■内房線 | 下り | 木更津・館山方面 |

（出典：JR東日本:駅構内図）

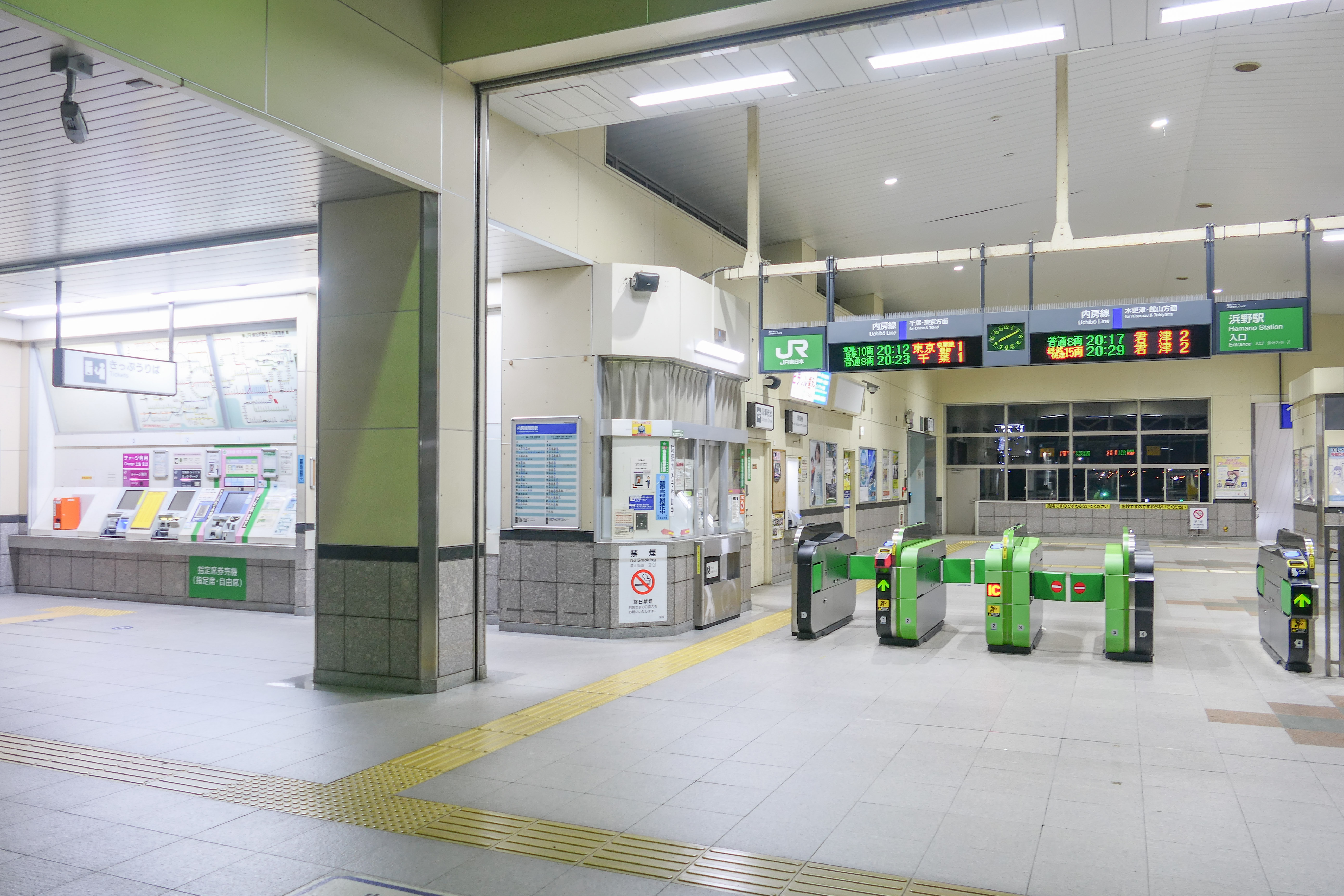
改札外コンコース（2024年9月）
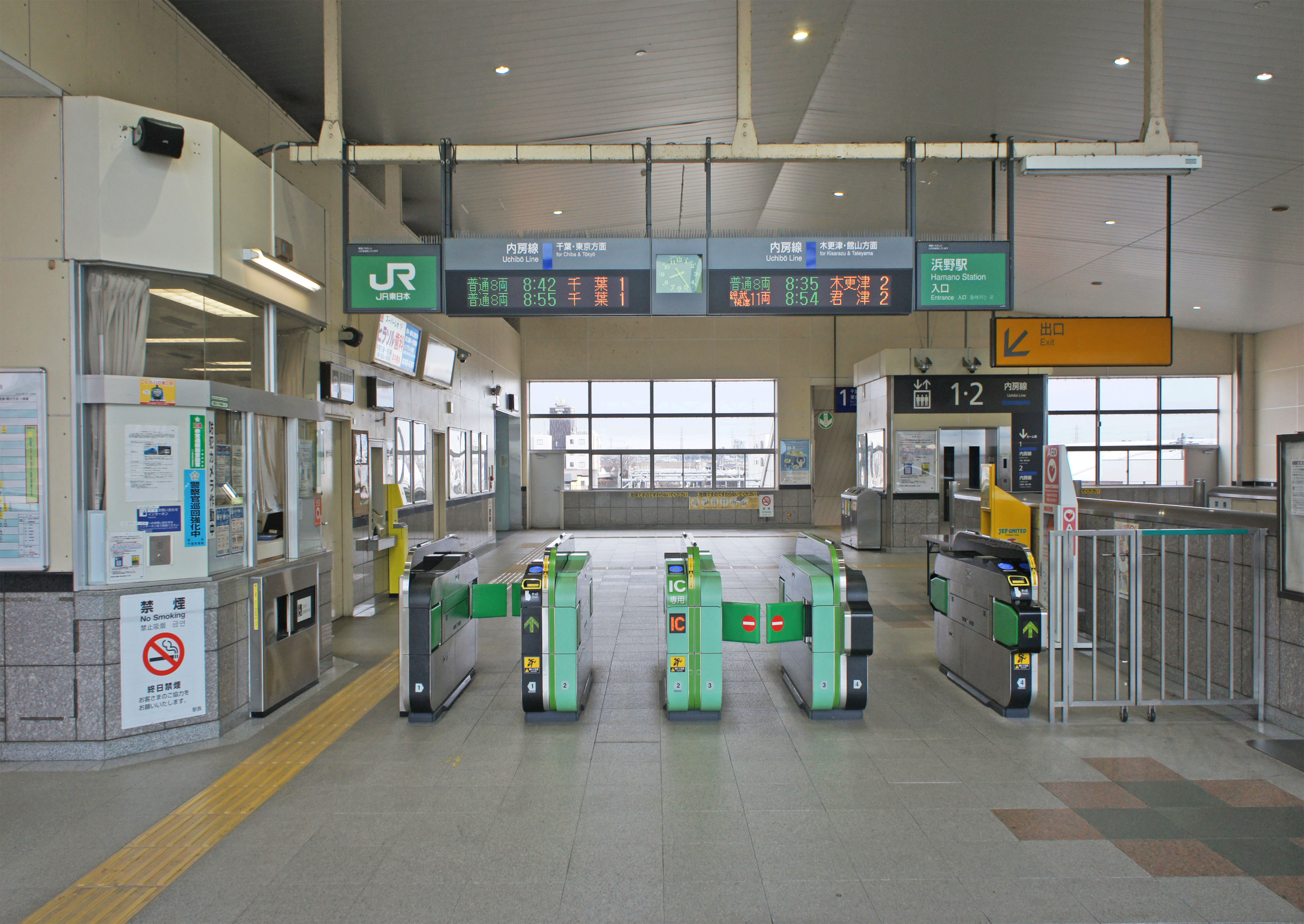
改札口（2022年1月）
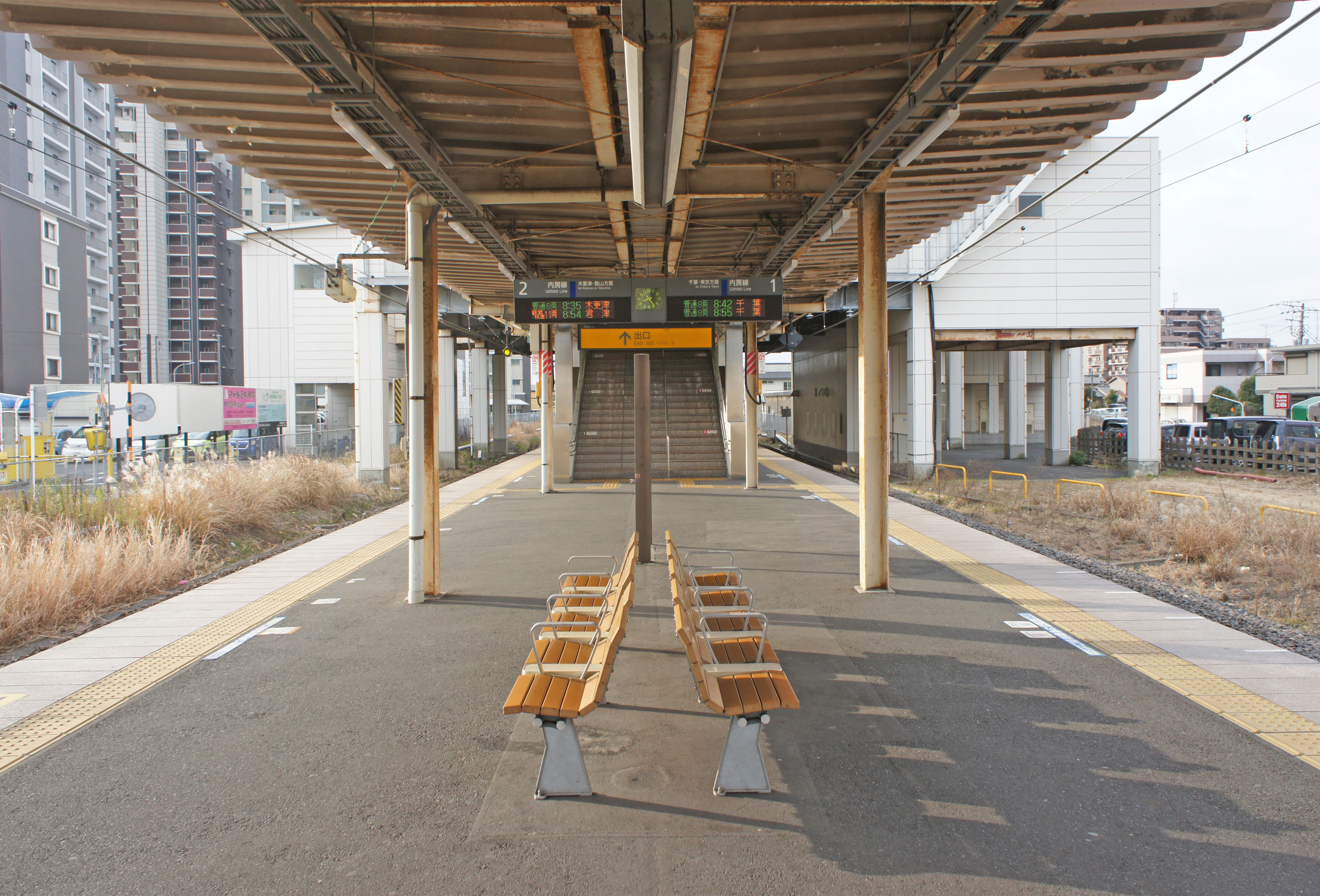
駅ホーム（2022年1月）

### 発車メロディー
| 1 | 「Verde Rayo」     |
| 2 | 「Gota del Vient」 |

## 利用状況
2023年度（令和5年度）の1日平均乗車人員は7,265人である。
朝の通勤時間帯、当駅から蘇我駅までの上り区間が内房線で最も乗車率が高い区間となる。快速列車停車が決定になった2007年（平成19年）ごろより駅徒歩圏内である千葉市中央区村田町・浜野町および緑区古市場町、市原市古市場を中心に新築住宅が多く分譲され、人口、世帯数ともに増加したため駅利用者数が増加した。
JR東日本および千葉県統計年鑑によると、1990年度（平成2年度）以降の1日平均乗車人員の推移は以下の通りである。
| 年度               | 1日平均 乗車人員 | 出典     |
| ------------------ | ---------------- | -------- |
| 1990年（平成02年） | 4,617            | [ * 1 ]  |
| 1991年（平成03年） | 4,913            | [ * 2 ]  |
| 1992年（平成04年） | 5,094            | [ * 3 ]  |
| 1993年（平成05年） | 5,074            | [ * 4 ]  |
| 1994年（平成06年） | 5,099            | [ * 5 ]  |
| 1995年（平成07年） | 5,005            | [ * 6 ]  |
| 1996年（平成08年） | 4,845            | [ * 7 ]  |
| 1997年（平成09年） | 4,587            | [ * 8 ]  |
| 1998年（平成10年） | 4,565            | [ * 9 ]  |
| 1999年（平成11年） | 4,650            | [ * 10 ] |
| 2000年（平成12年） | 4,856            | [ * 11 ] |
| 2001年（平成13年） | 5,065            | [ * 12 ] |
| 2002年（平成14年） | 5,206            | [ * 13 ] |
| 2003年（平成15年） | 5,347            | [ * 14 ] |
| 2004年（平成16年） | 5,425            | [ * 15 ] |
| 2005年（平成17年） | 5,443            | [ * 16 ] |
| 2006年（平成18年） | 5,501            | [ * 17 ] |
| 2007年（平成19年） | 5,677            | [ * 18 ] |
| 2008年（平成20年） | 5,874            | [ * 19 ] |
| 2009年（平成21年） | 6,279            | [ * 20 ] |
| 2010年（平成22年） | 6,484            | [ * 21 ] |
| 2011年（平成23年） | 6,672            | [ * 22 ] |
| 2012年（平成24年） | 6,840            | [ * 23 ] |
| 2013年（平成25年） | 7,049            | [ * 24 ] |
| 2014年（平成26年） | 7,053            | [ * 25 ] |
| 2015年（平成27年） | 7,173            | [ * 26 ] |
| 2016年（平成28年） | 7,280            | [ * 27 ] |
| 2017年（平成29年） | 7,451            | [ * 28 ] |
| 2018年（平成30年） | 7,615            | [ * 29 ] |
| 2019年（令和元年） | 7,519            | [ * 30 ] |
| 2020年（令和02年） | 5,887            |          |
| 2021年（令和03年） | 6,270            |          |
| 2022年（令和04年） | 6,812            |          |
| 2023年（令和05年） | 7,265            |          |

## 駅周辺

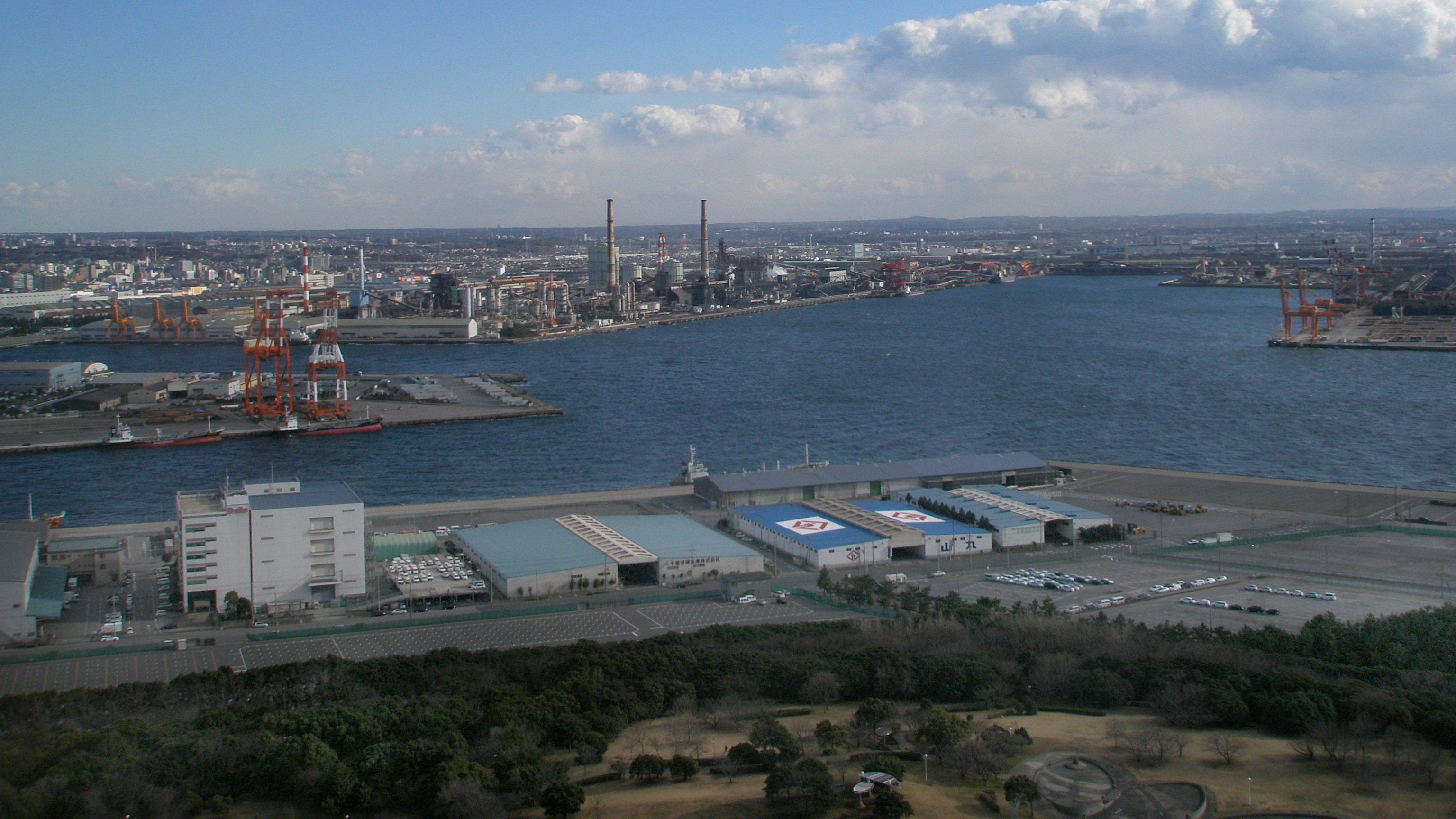
千葉ポートタワーより当駅周辺の工業地帯

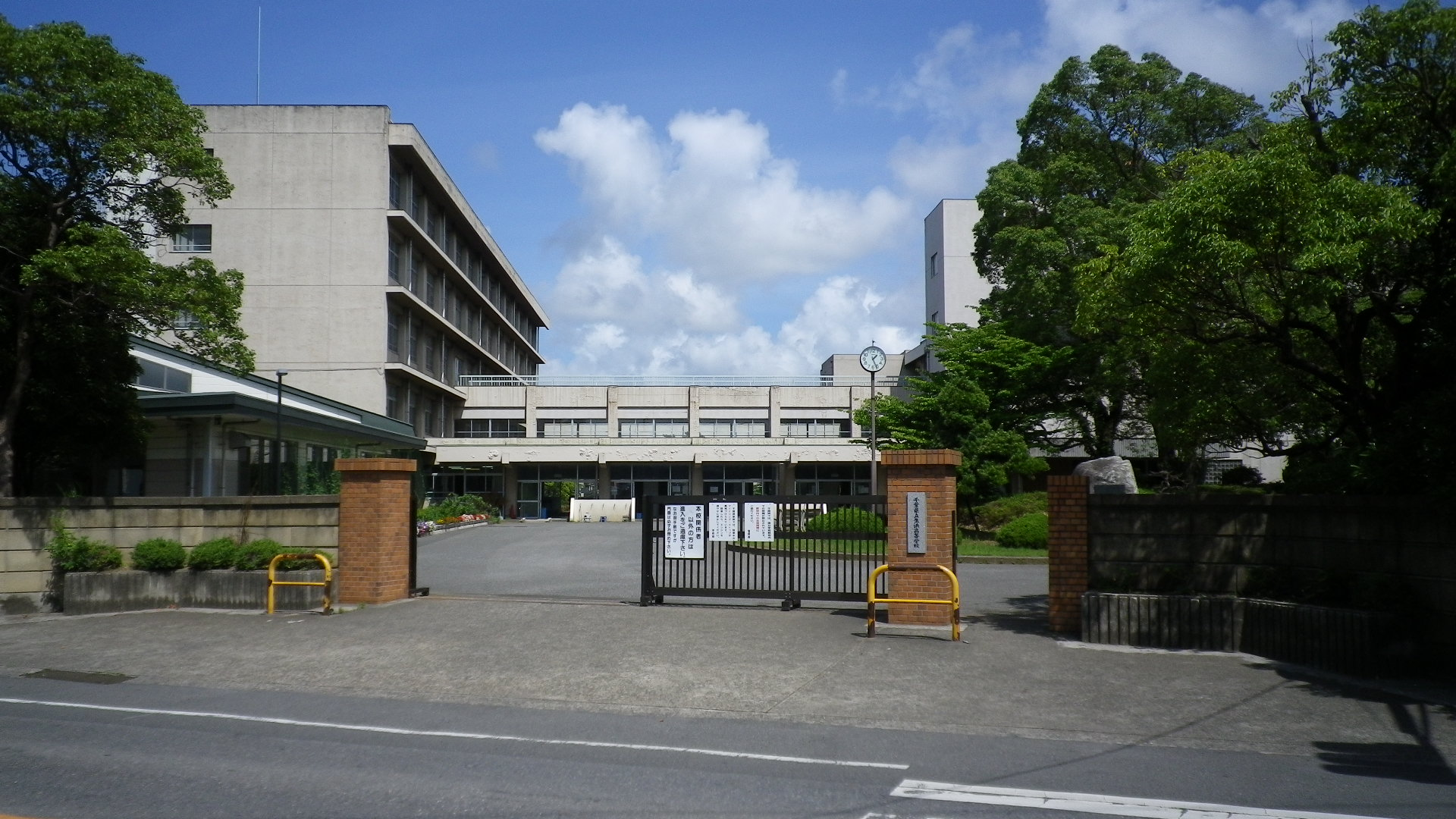
千葉県立生浜高等学校

西口側には京葉臨海鉄道臨海本線の千葉貨物駅があり、新浜町にある千葉港千葉南部地区の埠頭には京葉工業地帯の工場群がある。東口側には館山自動車道が通るが、最寄りの蘇我インターチェンジは蘇我駅付近に位置する。古市場交差点付近に市原市との境がある。
- 館山自動車道
- 国道16号
- 国道357号起点
- 千葉県道14号千葉茂原線
- 千葉県道24号千葉鴨川線
- 千葉県道219号浜野停車場線
- 千葉港千葉南部地区
- 小湊バス塩田営業所
- 千葉県立生浜高等学校
- 千葉市立生浜中学校
- 千葉市立生浜小学校
- 千葉市立生浜西小学校
- 千葉市立生浜東小学校
- はまの幼稚園
- 明徳浜野駅保育園
- 浜野郵便局
- 石郷岡病院
- 浜野長嶋内科
- 浜野病院
- 顕本法華宗如意山本行寺
- チサン イン 千葉浜野R16
- ベルク 千葉浜野店
- スーパーセンターレオ 市原店
- ドン・キホーテ 市原店
- マツモトキヨシ 市原店
- ニトリ 千葉市原店
- ラウンドワン 市原店
- 旧生浜町役場庁舎（市指定有形文化財）

## バス路線
東口は、駅前の交通広場にある浜野駅東口にバスが乗り入れている。一方、西側は千葉県道219号浜野停車場線にある浜野駅前が最寄停留所となる。各路線ともに、小湊鉄道により運行されている。
浜野駅東口
- 1番のりば
  - 塩田営業所
  - 喜多 / ロングウッドステーション
  - 菊間団地
  - 鎌取駅
  - 浜野 / JR千葉駅

浜野駅前
- 浜野 / JR千葉駅 / 京成千葉中央駅
- 八幡宿駅西口

## 舞台になった作品
映画
- ファンキーハットの快男児 二千万円の腕（1961年） - 複数の出演者が利用するシーンで登場

## 隣の駅
東日本旅客鉄道（JR東日本）
■内房線
■快速（京葉線経由）・■快速（総武線経由）・■普通（各駅停車）
蘇我駅 - 浜野駅 - 八幡宿駅

### 記事本文

##### 広報資料・プレスリリースなど一次資料
1. ↑  “Suicaご利用可能エリアマップ（2001年11月18日当初）” (PDF).   東日本旅客鉄道. 2019年7月27日時点のオリジナルよりアーカイブ。2020年4月30日閲覧。

### 利用客数
1. ↑  千葉県統計年鑑 - 千葉県
2. ↑  千葉市統計書 - 千葉市

JR東日本の2000年度以降の乗車人員
1. 1 2  各駅の乗車人員（2023年度） - JR東日本
2. ↑  各駅の乗車人員（2000年度） - JR東日本
3. ↑  各駅の乗車人員（2001年度） - JR東日本
4. ↑  各駅の乗車人員（2002年度） - JR東日本
5. ↑  各駅の乗車人員（2003年度） - JR東日本
6. ↑  各駅の乗車人員（2004年度） - JR東日本
7. ↑  各駅の乗車人員（2005年度） - JR東日本
8. ↑  各駅の乗車人員（2006年度） - JR東日本
9. ↑  各駅の乗車人員（2007年度） - JR東日本
10. ↑  各駅の乗車人員（2008年度） - JR東日本
11. ↑  各駅の乗車人員（2009年度） - JR東日本
12. ↑  各駅の乗車人員（2010年度） - JR東日本
13. ↑  各駅の乗車人員（2011年度） - JR東日本
14. ↑  各駅の乗車人員（2012年度） - JR東日本
15. ↑  各駅の乗車人員（2013年度） - JR東日本
16. ↑  各駅の乗車人員（2014年度） - JR東日本
17. ↑  各駅の乗車人員（2015年度） - JR東日本
18. ↑  各駅の乗車人員（2016年度） - JR東日本
19. ↑  各駅の乗車人員（2017年度） - JR東日本
20. ↑  各駅の乗車人員（2018年度） - JR東日本
21. ↑  各駅の乗車人員（2019年度） - JR東日本
22. ↑  各駅の乗車人員（2020年度） - JR東日本
23. ↑  各駅の乗車人員（2021年度） - JR東日本
24. ↑  各駅の乗車人員（2022年度） - JR東日本

千葉県統計年鑑
1. ↑  千葉県統計年鑑（平成3年）
2. ↑  千葉県統計年鑑（平成4年）
3. ↑  千葉県統計年鑑（平成5年）
4. ↑  千葉県統計年鑑（平成6年）
5. ↑  千葉県統計年鑑（平成7年）
6. ↑  千葉県統計年鑑（平成8年）
7. ↑  千葉県統計年鑑（平成9年）
8. ↑  千葉県統計年鑑（平成10年）
9. ↑  千葉県統計年鑑（平成11年）
10. ↑  千葉県統計年鑑（平成12年）
11. ↑  千葉県統計年鑑（平成13年）
12. ↑  千葉県統計年鑑（平成14年）
13. ↑  千葉県統計年鑑（平成15年）
14. ↑  千葉県統計年鑑（平成16年）
15. ↑  千葉県統計年鑑（平成17年）
16. ↑  千葉県統計年鑑（平成18年）
17. ↑  千葉県統計年鑑（平成19年）
18. ↑  千葉県統計年鑑（平成20年）
19. ↑  千葉県統計年鑑（平成21年）
20. ↑  千葉県統計年鑑（平成22年）
21. ↑  千葉県統計年鑑（平成23年）
22. ↑  千葉県統計年鑑（平成24年）
23. ↑  千葉県統計年鑑（平成25年）
24. ↑  千葉県統計年鑑（平成26年）
25. ↑  千葉県統計年鑑（平成27年）
26. ↑  千葉県統計年鑑（平成28年）
27. ↑  千葉県統計年鑑（平成29年）
28. ↑  千葉県統計年鑑（平成30年）
29. ↑  千葉県統計年鑑（令和元年）
30. ↑  千葉県統計年鑑（令和2年）